# Шаумян (Армавір)
Шаумян (вірм. Շահումյան) — село в марзі Армавір, на заході Вірменії. Село розташоване за 6 км на північ від міста Вагаршапат, за 2 км на південь від села Дашт та за 2 км на північний схід від села Мргашат. Село назване на честь більшовика — Степана Шаумяна.